# Wolfgang Kilian
Wolfgang Kilian, född 1581, död 1662, var en tysk grafiker känd genom talrika kopparstick. Han var liksom sin bror Lukas  Kilian (1579- 1637) utlärd i Italien. Bröderna tillhörde en under 1500-1700-talen i Augsburg verksam konstnärsfamilj.
Wolfgang Kilian utförde bland annat ett stick på två blad över Westfaliska freden med över femtio porträtt.

## Verk

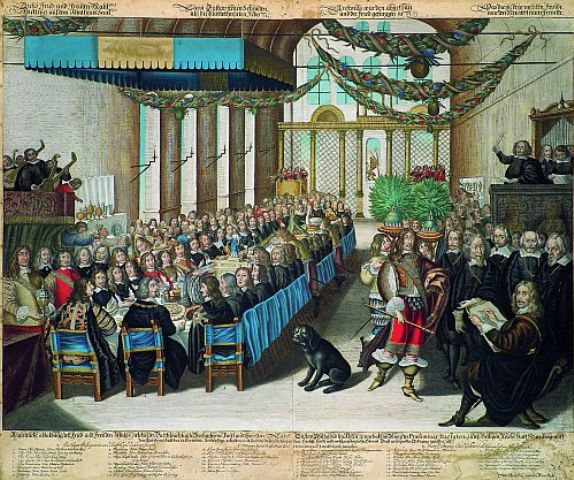
Kurfursten Karl Gustav av Pfalz fredsmåltid i Nürnbergs rådhus den 25 september 1649.